# Палики (деревня)
Па́лики — деревня в Думиничском районе Калужской области России.

## История
Деревня Палики образовалась в 1617—1618 году после польского нашествия, когда после ухода польских войск в их времянках стали селиться местные жители. Отсюда и название Поляки и Палики.
В 19 веке называлась Лазаревские Палики (по фамилии владельца А. А. Лазарева, сына контр-адмирала Лазарева). 
Деревня Палики находится на холме высотой 212 метров над уровнем моря. Палики расположены около реки Жиздры, недалеко от железнодорожной линии Сухиничи — Брянск. Около села есть одноимённая станция и село-дубликат Андреево-Палики.
В начале 1920-х в окрестностях Буды добывали песок, и Дятьковский хрустальный завод организовал в Паликах свой филиал — «Контора Будских песковых шахт».
В 1931 году образован колхоз «Красный факел» (в 1950 году присоединён к колхозу имени 1 Мая) В 1937 построена Паликская угольная шахта.
Через Палики проходит дорога Думиничи—Ясенок. До войны село относилось к Усадьбинскому сельсовету.
В октябре 1941 года в Думиничский район пришли фашистские захватчики. В бою за Палики 22 июля 1943 года был смертельно ранен Герой Советского Союза Степан Игнатьевич Хирков. С начала освободительных боев — 18 июля 1943 — Палики трижды переходили из рук в руки и были полностью разрушены. Окончательно деревню освобождила 26 июля 1943 года 413-я стрелковая дивизия.
До этого, весной 1943 года, всё мирное население было угнано фашистами на запад. После возвращения осенью 1944 многие начали отстраивать дома не в деревне, а ближе к станции Палики, где восстанавливался кирпичный завод. В 1950 закрылась угольная шахта. Поэтому от большой когда-то деревни в начале 1950-х осталось всего несколько десятков домов.

## Знаменитые земляки
В деревне Палики родился Илларион Степачёв.